# Afrička pjegava kornjača
Afrička pjegava kornjača (Geochelone pardalis) ima leđni oklop žućkaste boje s razasutim tamnim šarama, kojih je u mladih kornjača manje. Neke životinje mogu narasti do 70 cm, koliko iznose najveći zabilježeni primjerci ove vrste. Živi na različitim staništima, od pješčanih, obalnih šikara do travnjaka i polupustinja, a rijetka je u jako suhim pustinjama.
Može se ukopati kako bi hibernirala u hladnijim područjima, a u toplima ljeti estivira.
Hrani se biljkama te uglavnom pase travu, jede otpalo voće, gljive i dijelove kaktusa.
U vrijeme parenja ženke iskopaju plosnate jamice stražnjim nogama, urinirajući kako bi omekšale tvrdu zemlju. U njih polažu, u razmacima od mjesec dana, tri do šest legla od 5 do 30 jaja. Mlade kornjače moraju katkada ostati nekoliko tjedana u "gnijezdu", dok ne padne kiša i omekša tlo da mogu izaći. Mladima se hrane varani, rode, vrane i mali sisavci.

## Drugi projekti
|  | Zajednički poslužitelj ima stranicu o temi Afrička pjegava kornjača    |
|  | Zajednički poslužitelj ima još gradiva o temi Afrička pjegava kornjača |
|  | Wikivrste imaju podatke o taksonu Afričkoj pjegavoj kornjači           |